# 2969 Mikula
2969 Mikula eller 1978 RU1 är en asteroid i huvudbältet som upptäcktes den 5 september 1978 av den rysk-sovjetiske astronomen Nikolaj Tjernych vid Krims astrofysiska observatorium på Krim. Den har fått sitt namn efter Mikula Selyaninovich.
Asteroiden har en diameter på ungefär 8 kilometer och den tillhör asteroidgruppen Koronis.